# Follow the Fleet
Follow the Fleet (bra: Nas Águas da Esquadra; prt: Siga a Marinha) é um filme estadunidense de 1936, do gênero comédia romântico-musical, dirigido por Mark Sandrich e estrelado por Fred Astaire e Ginger Rogers, com roteiro baseado na peça teatral Shore Leave - A Sea-goin' Comedy in Three Acts, de Hubert Osborne.

## A produção
O filme traz várias diferenças em relação aos outros veículos da dupla central: ambos são pobres e preocupados com dinheiro; ninguém se faz passar por outra pessoa; falta o núcleo de comediantes (substituído por um subenredo romântico); e Astaire veste uniforme da Marinha, em vez do tradicional smoking.
A trilha sonora é de Max Steiner, mas inclui as canções "Let's Face the Music and Dance", "Let Yourself Go", "We Saw the Sea", "I'd Rather Lead a Band", "Here Am I, But Where Are You?", "Get Thee Behind Me, Satan" e "I'm Putting All My Eggs in One Basket", compostas por Irving Berlin.
A ausência do núcleo cômico, que faz deste o filme menos engraçado de Astaire-Rogers, e a escalação equivocada de Randolph Scott não impediram o sucesso desta quinta reunião da dupla de dançarinos.

## Sinopse
O marujo Bake Baker desembarca de licença em São Francisco e reata com Sherry, ex-namorada e parceira de dança. Por outro lado, seu colega Bilge e Connie, irmã de Sherry, começam a sair juntos. Ela fala em casamento, mas Bilge não se sente preparado ainda. Eles voltam para o mar, enquanto Connie tenta levantar dinheiro para consertar um navio de um velho capitão. Quando retornam, Bake monta um grande concerto beneficente.

## Elenco
| Ator/Atriz        | Personagem                 |
| ----------------- | -------------------------- |
| Fred Astaire      | Bake Baker                 |
| Ginger Rogers     | Sherry Martin              |
| Randolph Scott    | Bilge Smith                |
| Harriet Hilliard  | Connie Martin              |
| Astrid Allwyn     | Iris Manning               |
| Betty Grable      | Corista                    |
| Harry Beresford   | Capitão Hickey             |
| Russell Hicks     | Jim Nolan                  |
| Brooks Benedict   | David Sullivan             |
| Ray Mayer         | Dopey Williams             |
| Lucille Ball      | Kitty Collins              |
| Herbert Rawlinson | Mr. Webber (não-creditado) |